# Culicoides marginatus
Culicoides marginatus är en tvåvingeart som beskrevs av Mercedes Delfinado 1961. Culicoides marginatus ingår i släktet Culicoides och familjen svidknott. Inga underarter finns listade i Catalogue of Life.